# DisneyMania
DisneyMania é o primeiro álbum de compilação das coletâneas homônimas lançadas pela Walt Disney Records, apresentando vários músicos cantando clássicos musicais da Disney. O disco foi lançado originalmente em 17 de setembro de 2002, com regravações na voz de Anastacia, A*Teens, Usher, 'N Sync, Ashanti, Lil' Sis Shi Shi, Smash Mouth, Jessica Simpson, Aaron Carter, S Club, Baha Men, Hilary Duff, Jump 5, No Secrets, Christina Aguilera e Ronan Keating. DisneyMania foi projetado a partir da compilação Stay Awake: Various Interpretations of Music from Vintage Disney Films, distribuída pela A&M Records em 1988, influenciando os produtores da Walt Disney a mostrarem um legado musical da empresa para o novo milênio, contendo o pop como gênero predominante, com algumas faixas influenciadas pelo R&B.
O álbum apresenta algumas músicas descritas como "fiéis à versão original" e "Reflection", do filme Mulan (1998), sendo a única canção original, interpretada por Aguilera e lançada como o primeiro single da compilação. Teve um desempenho de número dezenove na parada musical dos Estados Unidos Adult Contemporary, publicada pela revista Billboard. "Beauty and the Beast", apresentada pelo grupo teen pop Jump 5, do filme A Bela e a Fera (1991), foi o segundo single oficial, não entrando em nenhuma tabela musical.
DisneyMania conseguiu a posição máxima no número cinquenta e dois na tabela musical Billbord 200 dos Estados Unidos, liderando a parada compatriota Top Kids Audio. Em 21 de fevereiro de 2003, o trabalho foi certificado disco de ouro pela Recording Industry Association of America por vender quinhentas mil cópias.

## Antecedentes
Anteriormente, em 1988, uma coletânea com regravações de canções de clássicos da Disney foi lançada sob o título de Stay Awake: Various Interpretations of Music from Vintage Disney Films, distribuída pela A&M Records, surgindo mais tarde um interesse dos produtores da Walt Disney em fazer uma compilação inspirada nesta. O presidente Luigi-Theo Calabrese, desde o início, teve o propósito de unir alguns cantores notáveis de música pop da época para contribuírem no conteúdo cover das canções, além de dar oportunidade para apresentar novas vozes no mercado. Calabrese descreveu o conceito da coletânea: "[O Disneymania é] um disco que celebra o legado musical da Disney e o redefine para o novo milênio."

## Promoção
A Walt Disney Records planejou, antes mesmo do lançamento do álbum, um especial de televisão com apresentações ao vivo das canções, que iriam ao ar pelo Disney Channel, mas nunca foi exibido. Algumas faixas do disco serviram comercialmente, como "Reflection", interpretada originalmente por Christina Aguilera e fazendo parte da trilha sonora do filme Mulan (1998), que foi o primeiro single e teve um desempenho máximo de número dezenove na parada musical dos Estados Unidos Adult Contemporary, publicada pela revista Billboard. O vídeo de acompanhamento para a canção foi incluído como bônus para o DVD Disney Gold Classic Collection no lançamento de Mulan, em 1998. "Beauty and the Beast", apresentada pelo grupo teen pop Jump 5, do filme A Bela e a Fera (1991), foi o segundo single oficial, não entrando em nenhuma tabela musical, com o videoclipe sendo incluído no DVD Beauty and the Beast Platinum Edition em 2002.

## Faixas
| Versão padrão |                                          |                                                |                                   |         |  |
| N.º           | Título                                   | Compositor(es)                                 | Filme                             | Duração |  |
| 1.            | "Some Day My Prince Will Come"           | Frank Churchill, L. Morey                      | Branca de Neve e os Sete Anões    | 3:44    |  |
| 2.            | "Under the Sea"                          | H. Ashman, A. Menken                           | A Pequena Sereia                  | 3:24    |  |
| 3.            | "You'll Be in My Heart"                  | Phil Collins, Rob Cavallo                      | Tarzan                            | 4:12    |  |
| 4.            | "When You Wish Upon a Star"              | Leigh Harline, Ned Washington                  | Pinóquio                          | 2:22    |  |
| 5.            | "Colors of the Wind"                     | Alan Menken, Stephen Schwartz                  | Pocahontas                        | 3:45    |  |
| 6.            | "I Wan'na Be Like You (The Monkey Song)" | Robert Bernard Sherman, Richard Morton Sherman | Mogli - O Menino Lobo             | 3:17    |  |
| 7.            | "Part of Your World"                     | Alan Menken, Howard Ashman                     | A Pequena Sereia                  | 3:27    |  |
| 8.            | "I Just Can't Wait to Be King"           | Tim Rice, Elton John                           | O Rei Leão                        | 3:36    |  |
| 9.            | "Can You Feel the Love Tonight"          | Tim Rice, Elton John                           | O Rei Leão                        | 4:09    |  |
| 10.           | "Hakuna Matata"                          | Tim Rice, Elton John                           | O Rei Leão                        | 3:43    |  |
| 11.           | "The Tiki Tiki Tiki Room"                | Robert Bernard Sherman, Richard Morton Sherman | Walt Disney's Enchanted Tiki Room | 2:43    |  |
| 12.           | "Beauty and the Beast"                   | Alan Menken, Howard Ashman                     | A Bela e a Fera                   | 3:27    |  |
| 13.           | "Kiss the Girl"                          | Alan Menken, Howard Ashman                     | A Pequena Sereia                  | 3:15    |  |
| 14.           | "Reflection"                             | Matthew Wilder, David Zippel                   | Mulan                             | 3:33    |  |
| 15.           | "Circle of Life"                         | Tim Rice, Elton John                           | O Rei Leão                        | 4:45    |  |

## Créditos de colaboradores
Anastacia, A*Teens, Usher, 'N Sync, Ashanti, Lil' Sis Shi Shi, Smash Mouth, Jessica Simpson, Aaron Carter, S Club, Baha Men, Hilary Duff, Jump 5, No Secrets, Christina Aguilera e Ronan Keating são os interpretes principais do DisneyMania. Cada artista ou grupo apresentou suas canções solo, com apenas Ashanti e Lil' Sis Shi Shi dividindo uma faixa.
Savina Ciaramella e Dani Markman contribuíram no papel de A&R, enquanto que o design e a arte foram produzidos por Samantha Ahdoot. Os compositores que colaboraram para o álbum foram David Bowie, Richard M. Sherman, Robert B. Sherman, Matthew Wilder e David Zippel. Produtores musicais incluem Glen Ballard, Chico Bennett, Alain Bertoni, Yak Bondy, Peter Bostrom, Robbie Buchanan, Jem Godfrey, Irv Gotti, Adrian Gurvitz, Chris Hamm, Mark Hammond, Bill Padley, Kevin Paige, Chink Santana, Smash Mouth, Matthew Wilder e Robin Wiley. A direção criativa coube a Gabrielle Raumberger, a masterização foi incumbida por Gavin Lurssen e os arranjos foram feitos por Matthew Wilder e Robin Wiley. A produção executiva do álbum foi encarregada a Luigi Theo Calabrese e Andre Recke.

## Desempenho comercial
DisneyMania conseguiu a posição máxima no número cinquenta e dois na tabela musical Billbord 200 dos Estados Unidos, liderando a parada compatriota Top Kids Audio. Em 21 de fevereiro de 2003, o álbum foi certificado com o disco de ouro pela Recording Industry Association of America, devido à venda de 500 mil cópias.
| Parada musical (2002)           | Melhor posição |
| ------------------------------- | -------------- |
| Estados Unidos - Billboard 200  | 52             |
| Estados Unidos - Top Kids Audio | 1              |

| País / Certificadora  | Certificações | Vendas   |
| --------------------- | ------------- | -------- |
| Estados Unidos (RIAA) | Ouro          | 500,000+ |